# Persone di nome Eric/Calciatori
| Questa pagina contiene informazioni ricavate automaticamente dalle voci biografiche con l'ausilio del template Bio e di un bot. L'aggiornamento è periodico e automatico e ricostruisce completamente la pagina. Se manca una persona in questa lista, sei pregato di non aggiungerla, ma accertati piuttosto che la sua voce biografica contenga il template Bio e che i dati anagrafici siano correttamente compilati. Se il template Bio manca, inseriscilo tu stesso o, in alternativa, metti l'avviso {{tmp\|Bio}} che ne segnala la mancanza. Se i dati riportati sono sbagliati, correggi direttamente la voce biografica; le modifiche saranno visibili in questa lista entro pochi giorni. Per chiarimenti vedi il progetto antroponimi. La lista contiene solo le 89 persone che sono citate nell'enciclopedia e per le quali è stato implementato correttamente il template Bio. Pagina aggiornata al 16 ott 2024. |

Questa è una lista di persone presenti nell'enciclopedia che hanno il nome Eric e sono calciatori.

## A(4)
- Eric Addo, ex calciatore ghanese (Accra, n. 1978)
- Eric Alexander, ex calciatore statunitense (Pittsburgh, n. 1988)
- Joel Andersson, calciatore svedese (Göteborg, n. 1996)
- Eric Ayuk, calciatore camerunese (Yaoundé, n. 1997)

## B(13)
- Eric Bailly, calciatore ivoriano (Bingerville, n. 1994)
- Eric Barrios, calciatore argentino (Rojas, n. 1998)
- Eric Bassombeng, ex calciatore camerunese (Yaoundé, n. 1983)
- Éric Bauthéac, ex calciatore francese (Bagnols-sur-Cèze, n. 1987)
- Eric Bell, calciatore inglese (Manchester, n. 1929 - Manchester, † 2012)
- Eric Bicfalvi, calciatore rumeno (Carei, n. 1988)
- Eric Boakye, calciatore ghanese (Kumasi, n. 1999)
- Eric Bocat, calciatore francese (n. 1999)
- Eric Bokanga, ex calciatore congolese (Repubblica Democratica del Congo) (Kinshasa, n. 1988)
- Eric Botteghin, calciatore brasiliano (San Paolo, n. 1987)
- Eric Brook, calciatore inglese (Mexborough, n. 1907 - Wythenshawe, † 1965)
- Eric Brunner, ex calciatore statunitense (Dublin, n. 1986)
- Eric Kitolano, calciatore norvegese (Uvira, n. 1997)

## C(5)
- Eric Caldow, calciatore scozzese (Cumnock, n. 1934 - Glasgow, † 2019)
- Eric Cantú, calciatore messicano (Monterrey, n. 1999)
- Eric Carruthers, ex calciatore scozzese (Edimburgo, n. 1953)
- Eric Maxim Choupo-Moting, calciatore tedesco (Amburgo, n. 1989)
- Eric Curbelo, calciatore spagnolo (Telde, n. 1994)

## D(6)
- Eric Davis, calciatore panamense (Colón, n. 1991)
- Eric Davis, calciatore inglese (Plymouth, n. 1932 - † 2007)
- Eric Dier, calciatore inglese (Cheltenham, n. 1994)
- Eric Djemba-Djemba, ex calciatore camerunese (Douala, n. 1981)
- Eric de Pablos, calciatore andorrano (Andorra la Vella, n. 1999)
- Eric dos Santos Rodrigues, calciatore brasiliano (Salvador, n. 2000)

## E(3)
- Eric Eichmann, ex calciatore e giocatore di calcio a 5 statunitense (Margate, n. 1965)
- Eric Ejiofor, ex calciatore nigeriano (Asaba, n. 1979)
- Eric Engo, ex calciatore gabonese (n. 1970)

## F(2)
- Eric Freire Gomes, ex calciatore brasiliano (Barreiros, n. 1972)
- Eric Fright, calciatore inglese (Eastry, n. 1917 - Maidstone, † 1995)

## G(7)
- Eric García, calciatore spagnolo (Barcellona, n. 2001)
- Eric Gasana, ex calciatore ruandese (Kinshasa, n. 1986)
- Eric Gates, ex calciatore inglese (Ferryhill, n. 1955)
- Eric Gawu, ex calciatore ghanese (Accra, n. 1982)
- Eric Gehrig, ex calciatore statunitense (Harvey, n. 1987)
- Eric Gerets, ex calciatore e allenatore di calcio belga (Rekem, n. 1954)
- Eric Godoy, ex calciatore cileno (Valparaíso, n. 1987)

## H(1)
- Eric Hoffmann, ex calciatore lussemburghese (Lussemburgo, n. 1984)

## J(3)
- Eric Jerez, calciatore argentino (Santa Rosa, n. 1994)
- Alexander Johansson, calciatore svedese (Falkenberg, n. 1995)
- Eric Johana Omondi, calciatore keniota (Nairobi, n. 1994)

## K(5)
- Eric Kahl, calciatore svedese (Solna, n. 2001)
- Eric Karlsson, calciatore svedese (Stoccolma, n. 1915 - † 2002)
- Eric Komeng, calciatore papuano (Port Moresby, n. 1984)
- Eric Kronberg, ex calciatore statunitense (Santa Rosa, n. 1983)
- Eric Kwekeu, calciatore camerunese (Yaoundé, n. 1980)

## L(4)
- Eric Lanini, calciatore italiano (Torino, n. 1994)
- Eric Lee, calciatore inglese (Chester, n. 1922 - Ottawa, † 1999)
- Eric Lichaj, ex calciatore statunitense (Downers Grove, n. 1988)
- Eric van der Luer, ex calciatore olandese (Maastricht, n. 1965)

## M(8)
- Eric Martel, calciatore tedesco (Straubing, n. 2002)
- Eric Martin, ex calciatore scozzese (Perth, n. 1946)
- Eric Mathoho, calciatore sudafricano (Venda, n. 1990)
- Eric McManus, ex calciatore nordirlandese (Limavady, n. 1950)
- Eric Merk, ex calciatore e ex giocatore di calcio a 5 olandese (n. 1964)
- Eric Meza, calciatore argentino (Santa Fe, n. 1999)
- Eric Miller, calciatore statunitense (Jacksonville, n. 1993)
- Eric Mory, calciatore svizzero (n. 1879 - Plaffeien, † 1908)

## N(2)
- Eric Ndizeye, calciatore burundese (Nyamugari, n. 1999)
- Eric Miala Nkulukutu, calciatore della Repubblica Democratica del Congo (Luozi, n. 1983)

## O(6)
- Eric Pereira, ex calciatore brasiliano (Nova Iguaçu, n. 1985)
- Eric Obinna, ex calciatore nigeriano (Owerri, n. 1981)
- Eric Ocansey, calciatore ghanese (Tema, n. 1997)
- Eric Odhiambo, ex calciatore inglese (Oxford, n. 1989)
- Eric Oelschlägel, calciatore tedesco (Hoyerswerda, n. 1995)
- Eric Omondi Ongao, ex calciatore keniota (n. 1977)

## P(1)
- Eric Probert, calciatore inglese (South Kirkby, n. 1952 - Pontefract, † 2004)

## R(4)
- Eric Ramírez, calciatore venezuelano (Barinas, n. 1998)
- Eric Ramírez, calciatore argentino (Concordia, n. 1996)
- Eric Remedi, calciatore argentino (Paraná, n. 1995)
- Eric van Rossum, ex calciatore olandese (Nimega, n. 1963)

## S(6)
- Eric Calvillo, calciatore salvadoregno (Palmdale, n. 1998)
- Eric Schembri, ex calciatore maltese (n. 1955)
- Eric Skeels, ex calciatore inglese (Eccles, n. 1939)
- Eric Smith, calciatore svedese (Halmstad, n. 1997)
- Eric Stephenson, calciatore inglese (Bexleyheath, n. 1914 - † 1944)
- Eric Stevenson, calciatore scozzese (Bonnyrigg, n. 1942 - † 2017)

## T(3)
- Eric Thornton, calciatore inglese (Worthing, n. 1882 - Anversa, † 1945)
- Éric Tié Bi, calciatore ivoriano (Bédiala, n. 1990)
- Eric Traoré, calciatore burkinabé (Ouagadougou, n. 1996)

## V(3)
- Eric Veiga, calciatore lussemburghese (Lussemburgo, n. 1997)
- Eric Vernan, ex calciatore giamaicano (Clarendon, n. 1980)
- Eric Vásquez, calciatore panamense (Panama, n. 1988)

## W(2)
- Eric Willaarts, ex calciatore olandese (Woudenberg, n. 1961)
- Eric Wynalda, ex calciatore e allenatore di calcio statunitense (Fullerton, n. 1969)

## Y(1)
- Eric Young, ex calciatore gallese (Singapore, n. 1960)